# 马雷奇城堡

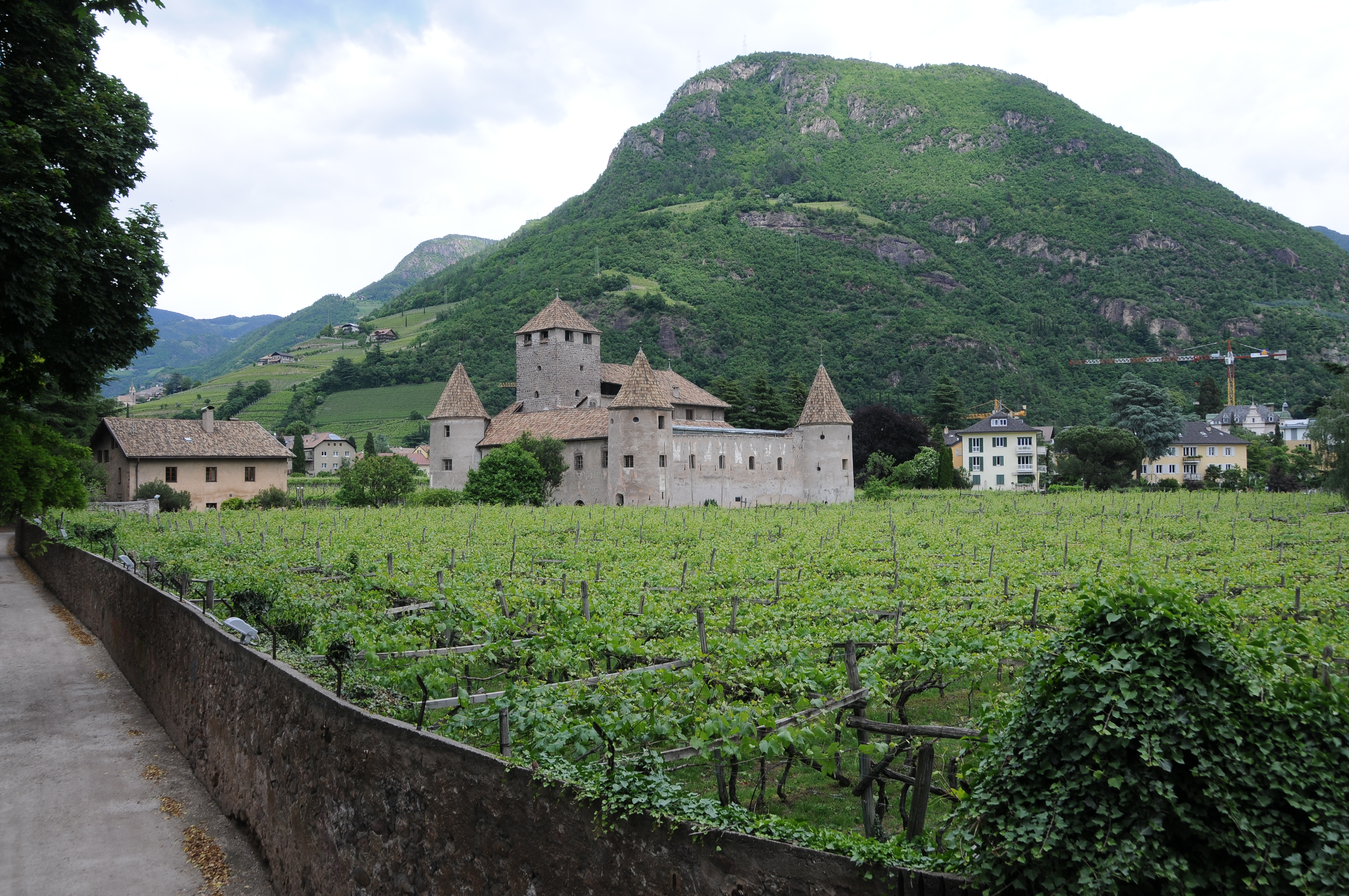
马雷奇城堡

马雷奇城堡（德語：Schloss Maretsch）是意大利北部南蒂罗尔博尔扎诺的一座城堡，位于历史中心。
城堡的最古老的部分可以追溯到13世纪。1560-1570年之间，罗梅尔家族将其改建为目前的文艺复兴风格。
今天，城堡是一个会议中心，但预约后可以参观。